# Zabok
Zabok es una ciudad y municipio de Croacia en el condado de Krapina-Zagorje.

## Geografía
Se encuentra a una altitud de 169 m s. n. m. a 42,5 km de la capital nacional, Zagreb.

## Demografía
En el censo 2011, el total de población del municipio fue de 9 133 habitantes, distribuidos en las siguientes localidades:
- Bračak - 21
- Bregi Zabočki - 257
- Dubrava Zabočka - 597
- Grabrovec - 640
- Grdenci - 466
- Gubaševo - 268
- Hum Zabočki - 464
- Jakuševec Zabočki - 368
- Lug Zabočki - 587
- Martinišće - 338
- Pavlovec Zabočki - 607
- Prosenik Gubaševski - 156
- Prosenik Začretski - 158
- Repovec - 321
- Špičkovina - 766
- Tisanić Jarek -  346
- Zabok  2 736